# Professional Chess Association
La Professional Chess Association (PCA), (en català, Associació Professional d'Escacs) va ser una organització de l'àmbit dels escacs que va existir entre 1993 i 1996, i que era rival de la Federació Internacional d'Escacs (FIDE). La PCA va ser creada el 1993 per Garri Kaspàrov i Nigel Short per a la comercialització i organització del seu campionat pel títol mundial d'escacs.

## Formació
El 1993, Nigel Short havia guanyat el Torneig de Candidats i, per tant, es va classificar per desafiar el campió Garri Kaspàrov amb el títol del Campionat del món en joc.
D'acord amb la normativa de la FIDE, l'avaluació de les ofertes per disputar la final del Campionat del món hauria d'haver estat gestionada de forma consensuada per les tres parts: la FIDE, el campió mundial (Kaspàrov) i el desafiador (Short). Segons Kaspàrov i Short, el president de la FIDE Florencio Campomanes no va complir aquestes regles en anunciar unilateralment que l'oferta guanyadora per a celebrar el campionat era la de Manchester. La FIDE obtenia una part important dels seus recursos econòmics del fons de premis del Campionat del món.
Davant d'aquesta situació, Kasparov i Short van crear la PCA, designant en Bob Rice com a president. Durant l'octubre de 1993 van jugar el seu matx pel campionat mundial sota els auspicis de la PCA. Les partides es van disputar al Savoy Theatre a Londres, sota el patrocini de The Times. Kasparov va guanyar de forma contundent per un marcador de 12½-7½ i va esdevenir el primer Campió del món d'escacs de la PCA.
La FIDE va retirar a Kasparov el títol de Campió del món de la FIDE, i va organitzar un campionat entre Anatoli Kàrpov i Jan Timman, els dos jugadors finalistes als quals Short havia vençut en els matxs de Candidats. Karpov va guanyar el campionat, i es va coronar Campió del món de la FIDE. Per primera vegada en la història dels escacs hi havia dos campions: Kàrpov, el campió mundial de la FIDE, i Kaspàrov, el campió mundial de la PCA.

## Cicle de 1995
Des de 1993 fins a 1995, la PCA va organitzar un torneig Interzonal i un Torneig de Candidats, en forma similar a les sèries classificatòries que organitzava la FIDE. Per la seva banda la FIDE també tenia la seva pròpia sèrie de torneigs de classificació, i molts jugadors van participar tant en els torneigs de la FIDE com als de la PCA. El cicle de candidats de la PCA el va guanyar el GM indi Viswanathan Anand.
Kaspàrov va defensar el seu títol de campió mundial d'escacs de la PCA contra Anand al World Trade Center en una sèrie de partides que van començar l'11 de setembre, de 1995. Kaspàrov va guanyar la sèrie de 20 partides per 10½-7½.

## Declivi i esdeveniments posteriors
El 1996 la PCA va perdre el seu patrocinador principal, Intel, i al cap de poc temps va haver de dissoldre's. D'aquesta manera en Kaspàrov perdé la possibilitat d'organitzar un cicle classificatori per triar un desafiant al seu títol. Finalment, l'any 2000 va jugar (i perdre) un matx contra Vladímir Kràmnik, un rival elegit a dit en el Campionat del món clàssic de 2000). Aquest esdeveniment es va jugar sota els auspicis de Braingames.
Quan en Kràmnik va defensar el seu títol al Campionat del món clàssic de 2004, hi afegí l'epítet de "Clàssic", per donar èmfasi a la continuïtat que el títol tenia respecte de la línia de campions mundials anteriors, en el sentit que sempre el campió anterior havia cedit el títol en matx directe contra el seu successor.
La divisió del títol mundial acabà, finalment, amb el Campionat del món d'escacs de 2006, un matx de re-unificació del títol entre Kràmnik i el Campió del món de la FIDE de 2005 Vesselín Topàlov, que fou guanyat per Kràmnik.